# Oops!... I Did It Again World Tour
Oops!... I Did It Again World Tour to światowa i już trzecia trasa koncertowa Britney Spears,                             promująca jej nowy album Oops!... I Did It Again (2000). Trasa rozpoczęła się od koncertu w Kolumbii, Maryland 20 czerwca 2000 roku, Britney przejechała Stany Zjednoczone i Europę, w tym listopadowe koncerty w UK, skończyła się 18 stycznia 2001 roku w Rio de Janeiro w Brazylii. Trasa  przyniosła artystce ponad 40 milionów dolarów zysku.

## Materiały specjalne
Britney nagrała trzy specjalne koncerty. Pierwszy z 2000 roku to There’s No Place Like Home filmowany na koncercie w Nowym Orleanie i puszczony przez telewizję FOX. W brytyjskiej telewizji puszczony został materiał Britney Spears: Live in London nagrywany na Wembley Arena. Ostatni nagrała pod koniec trasy na koncercie w Rio – Britney Spears: Live from Rock in Rio Brazil, puszczany przez brazylijską telewizję Multishow. W czasie trasy Britney miała zaledwie 18 lat.

## Setlista
1. Video Introduction
2. "(You Drive Me) Crazy"
3. "Stronger"
4. "What U See (Is What U Get)"
5. "From the Bottom of My Broken Heart"
6. Video Interlude: What Would You Do to Meet Britney?
7. "Born to Make You Happy"
8. "Lucky"
9. "Sometimes"
10. "Don’t Let Me Be the Last to Know"
11. Band Interlude
12. "The Beat Goes On"
13. "Don't Go Knockin' on My Door"
14. "(I Can’t Get No) Satisfaction"
15. Dancers Interlude
16. "…Baby One More Time"
17. "Oops!...I Did It Again"

## Czas pobytu
- Ameryka Północna
  - 20 czerwca – 20 września 2000
- Europa
  - 8 października – 21 listopada 2000
- Ameryka Południowa
  - 18 stycznia 2001